# Льюис-Эванс, Стюарт

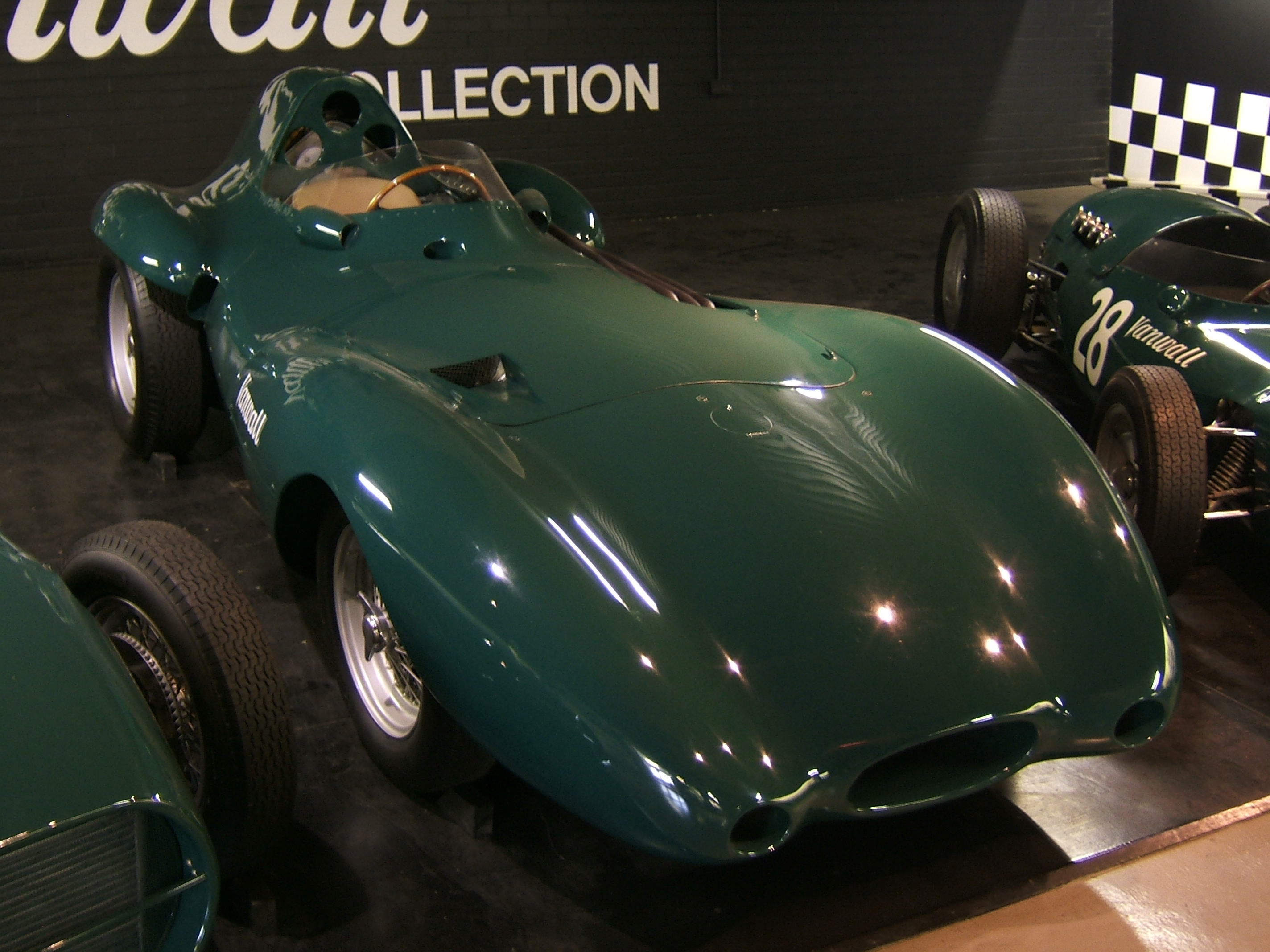
Vanwall VW6 с обтекаемым кузовом, с которым он был представлен в Реймсе в 1957 году Стюартом Льюисом-Эвансом. В музее коллекции Гран-при Донингтона, Лестер, Великобритания.

Стю́арт Лью́ис-Э́ванс (англ. Stuart Lewis Evans, 20 апреля 1930, Лутон — 25 октября 1958, Ист-Гринстед, Суссекс) — британский автогонщик, пилот Формулы-1 и 24 часов Ле-Мана.

## Биография

### Ранние годы
Стюарт Найджел Льюис-Эванс родился 20 апреля 1930 года в Лутонe. Его отец Льюис Эванс был пилотом Британской Формулы-3. В 1951 году Стюарт сам стал автогонщиком и начал выступать в Британской Формуле-3, в которой ездил до 1956 года за рулём Cooper. В Формуле-3 он часто приезжал на подиум и одержал ряд побед. В 1956 году Льюис-Эванс занял 2 место во внезачётной гонке Формулы-1, проводимой Британским автоспортивным клубом на трассе Брэндс-Хэтч, выступая за рулём Connaught B.

### 1957: дебют вФормуле-1
Первой гонкой Стюарта Льюиса-Эванса в Формуле-1, входившей в общий зачёт, стало Гран-при Монако 1957 года, второй этап сезона 1957 Формулы-1. За рулём Connaught B Type Льюис-Эванс сенсационно пришёл 4-м, стартовав лишь 13-м. Однако команда Connaught Engineering не принимала участие в остальных гонках сезона, и Стюарт Льюис-Эванс стал, начиная с Гран-при Франции, выступать за Vanwall. За пять Гран-при Стюарт набрал лишь два очка за пятое место на Гран-при Пескары. На Гран-при Италии он стартовал с поул-позиции, но не добрался до финиша по техническим причинам. По итогам сезона 1957 Стюарт Льюис-Эванс занял 12-е место, набрав в сумме 5 очков. Кроме того, летом 1957 года Льюис-Эванс успешно дебютировал в 24 часах Ле-Мана в составе Scuderia Ferrari, заняв 5 место вместе с Мартино Севери за рулём Ferrari 315 S.

### 1958
В 1958 Льюис-Эванс принял участие в 9 из 11 Гран-при сезона, выступая за Vanwall. Его партнёрами по команде были Стирлинг Мосс и Тони Брукс. На Гран-при Нидерландов Стюарт Льюис-Эванс во второй раз в своей карьере стартовал с поула, но, как и на Гран-при Италии 1957 года, это не принесло дивидендов — пилот сошёл с дистанции из-за проблем с мотором. На Гран-при Бельгии Стюарт впервые в карьере приехал на подиум, прорвавшись с 11 места на 3-е. Также очки ему удалось набрать на Гран-при Великобритании (4-е место) и Португалии (3-е место). В это же время Льюис-Эванс выступал в Формуле-2 за BRP, а также в гонках спорткаров, включая 24 часа Ле-Мана, за Aston Martin. Однако блестящий автоспортивный сезон Стюарта кончился трагедией: в финальной гонке сезона 1958 Формулы-1, Гран-при Марокко, двигатель его автомобиля загорелся. Стюарт Льюис-Эванс получил сильные ожоги и скончался 25 октября 1958 года, через 6 дней после гонки, в больнице в Ист-Гринстед, в возрасте 28 лет. По итогам сезона 1958 Формулы-1 Льюис-Эванс был посмертно классифицирован 9-м в Чемпионате пилотов (11 очков).

## Результаты выступлений вавтоспорте

### Формула-1
| Легенда к таблице |                                                                    |
| --- | ------------------------------------------------------------------ |
| В таблице перечислены результаты всех Гран-при Формулы-1, в которых принимал участие гонщик. Строками таблицы являются сезоны, столбцами — этапы чемпионата мира. В каждой клетке указаны сокращённое название этапа и результат, дополнительно обозначенный цветом. Расшифровка обозначений и цветов представлена в нижеследующей таблице. |                                                                    |
| \| Пример \| Описание \| \| ------------ \| ------------------------------------------------------------------ \| \| 1 \| Победитель \| \| 2 \| Второе место \| \| 3 \| Третье место \| \| 5 \| Финишировал, заработав очки \| \| Сход \| Не финишировал, но при этом заработал очки \| \| 12 \| Финишировал, не получив очков \| \| НКЛ \| Финишировал, но не попал в финальную классификацию \| \| 15 \| Участвовал вне зачёта, либо по отдельной классификации \| \| 18 \| Не финишировал, но попал в финальную классификацию \| \| Сход \| Не финишировал \| \| НКВ \| Не прошёл квалификацию \| \| НПКВ \| Не прошёл предквалификацию \| \| ДСК \| Дисквалифицирован \| \| ИСК \| Исключён из протокола соревнований \| \| ТТ \| Заявлен для участия только в тренировках \| \| НС \| Участвовал в квалификации, но не стартовал в гонке \| \| Т \| Травмирован или болен \| \| ОТК \| Отказ от участия \| \| НТР \| Прибыл на соревнования, но на трассу не выезжал \| \| НПР \| Был заявлен в числе участников, но не прибыл к началу соревнований \| \| О \| Соревнования отменены \| \| \| Не участвовал \| \| Поул-позиция \| \| \| Быстрый круг \| \| |                                                                    |
| Пример | Описание                                                           |
| 1 | Победитель                                                         |
| 2 | Второе место                                                       |
| 3 | Третье место                                                       |
| 5 | Финишировал, заработав очки                                        |
| Сход | Не финишировал, но при этом заработал очки                         |
| 12 | Финишировал, не получив очков                                      |
| НКЛ | Финишировал, но не попал в финальную классификацию                 |
| 15 | Участвовал вне зачёта, либо по отдельной классификации             |
| 18 | Не финишировал, но попал в финальную классификацию                 |
| Сход | Не финишировал                                                     |
| НКВ | Не прошёл квалификацию                                             |
| НПКВ | Не прошёл предквалификацию                                         |
| ДСК | Дисквалифицирован                                                  |
| ИСК | Исключён из протокола соревнований                                 |
| ТТ | Заявлен для участия только в тренировках                           |
| НС | Участвовал в квалификации, но не стартовал в гонке                 |
| Т | Травмирован или болен                                              |
| ОТК | Отказ от участия                                                   |
| НТР | Прибыл на соревнования, но на трассу не выезжал                    |
| НПР | Был заявлен в числе участников, но не прибыл к началу соревнований |
| О | Соревнования отменены                                              |
| | Не участвовал                                                      |
| Поул-позиция |                                                                    |
| Быстрый круг |                                                                    |

| Сезон | Команда                  | Шасси            | Двигатель  | Ш | 1   | 2        | 3        | 4        | 5     | 6        | 7     | 8        | 9     | 10       | 11       | Место | Очки |
| ----- | ------------------------ | ---------------- | ---------- | - | --- | -------- | -------- | -------- | ----- | -------- | ----- | -------- | ----- | -------- | -------- | ----- | ---- |
| 1957  | Connaught Engineering    | Connaught Type B | Alta L4    | D | АРГ | МОН 4    |          |          |       |          |       |          |       |          |          | 12    | 5    |
| 1957  | Vandervell Products Ltd. | Vanwall          | Vanwall L4 | P |     |          | 500      | ФРА Сход | ВЕЛ 7 | ГЕР Сход | ПЕС 5 | ИТА Сход |       |          |          | 12    | 5    |
| 1958  | Vandervell Products Ltd. | Vanwall          | Vanwall L4 | D | АРГ | МОН Сход | НИД Сход | 500      | БЕЛ 3 | ФРА Сход | ВЕЛ 4 | ГЕР НПР  | ПОР 3 | ИТА Сход | МАР Сход | 9     | 11   |

### 24 часа Ле-Мана
| Год  | Класс  | № | Команда                  | Напарник(и)    | Машина            | Круги | ОП   | КП   |
| ---- | ------ | - | ------------------------ | -------------- | ----------------- | ----- | ---- | ---- |
| 1957 | S 5000 | 8 | Scuderia Ferrari         | Мартино Севери | Ferrari 315 S     | 300   | 5    | 5    |
| 1958 | S 3000 | 4 | David Brown Racing Dept. | Рой Сальвадори | Aston Martin DBR1 | 49    | Сход | Сход |